# Dwoje ludzieńków
Dwoje ludzieńków – szósty album studyjny polskiej piosenkarki Sanah. Wydawnictwo ukazało się 16 maja 2025 nakładem wytwórni muzycznej Magic Records w dystrybucji Universal Music Polska.
Album jest utrzymany w stylu muzyki pop i poezji śpiewanej. Składa się z wersji standardowej (1 CD), limitowanej deluxe (1 CD), płyty analogowej i limitowanej płyty analogowej deluxe (2 LP).
Płyta zadebiutowała na 1. miejscu polskiej listy sprzedaży – OLiS.
Nagrania były promowane singlami: „Eviva l’arte!”, „Elegia o... [chłopcu polskim]”, „Kochałam pana”, „Maj 1939”, „Piosenka”, „Jesienią”, „Był bal”, „Inwokacja”, „Ofelia”, „Oczyszczenie”, „Kiedy umrę kochanie” i „Dwoje ludzieńków”.

## Lista utworów
| Dwoje ludzieńków – Wersja standardowa | Dwoje ludzieńków – Wersja standardowa                               | Dwoje ludzieńków – Wersja standardowa | Dwoje ludzieńków – Wersja standardowa               | Dwoje ludzieńków – Wersja standardowa |
| Nr                                    | Tytuł utworu                                                        | Słowa                                 | Muzyka                                              | Długość                               |
| ------------------------------------- | ------------------------------------------------------------------- | ------------------------------------- | --------------------------------------------------- | ------------------------------------- |
| 1.                                    | „Eviva l’arte!” (oraz Krzysztof Zalewski)                           | Kazimierz Przerwa-Tetmajer            | Zuzanna Grabowska, Arkadiusz Kopera                 | 3:34                                  |
| 2.                                    | „Elegia o... [chłopcu polskim]” (oraz Michał Bajor)                 | Krzysztof Kamil Baczyński             | Zuzanna Grabowska, Arkadiusz Kopera                 | 3:40                                  |
| 3.                                    | „Kochałam pana” (oraz Anna Maria Jopek)                             | Agnieszka Osiecka                     | Zuzanna Grabowska, Robert Kubiszyn, Tadeusz Kierski | 4:46                                  |
| 4.                                    | „Maj 1939” (oraz Mela Koteluk)                                      | Zuzanna Ginczanka                     | Zuzanna Grabowska, Arkadiusz Kopera                 | 3:16                                  |
| 5.                                    | „Piosenka” (oraz Kuba Badach)                                       | Czesław Miłosz                        | Zuzanna Grabowska, Piotr Madej                      | 3:15                                  |
| 6.                                    | „Jesienią” (oraz Państwowy Zespół Ludowy Pieśni i Tańca „Mazowsze”) | Maria Konopnicka                      | Zuzanna Grabowska, Arkadiusz Kopera                 | 3:20                                  |
| 7.                                    | „Był bal” (oraz Natalia Szroeder)                                   | Jonasz Kofta                          | Zuzanna Grabowska, Marek Dziedzic                   | 3:54                                  |
| 8.                                    | „Inwokacja” (oraz Grzegorz Skawiński)                               | Adam Mickiewicz                       | Zuzanna Grabowska, Arkadiusz Kopera                 | 5:01                                  |
| 9.                                    | „Ofelia” (oraz Nosowska)                                            | Maria Pawlikowska-Jasnorzewska        | Zuzanna Grabowska, Arkadiusz Kopera                 | 3:28                                  |
| 10.                                   | „Oczyszczenie” (oraz Alicja Majewska)                               | Tadeusz Różewicz                      | Zuzanna Grabowska, Marek Dziedzic                   | 2:47                                  |
| 11.                                   | „Kiedy umrę kochanie” (oraz Kasia Kowalska)                         | Halina Poświatowska                   | Zuzanna Grabowska, Arkadiusz Kopera                 | 3:12                                  |
| 12.                                   | „Dwoje ludzieńków” (oraz Sobel)                                     | Bolesław Leśmian                      | Zuzanna Grabowska, Thomas Martin Leithead-Docherty  | 4:21                                  |
|                                       |                                                                     |                                       |                                                     | 44:34                                 |

| Dwoje ludzieńków – Wersja Deluxe | Dwoje ludzieńków – Wersja Deluxe                                    | Dwoje ludzieńków – Wersja Deluxe | Dwoje ludzieńków – Wersja Deluxe                    | Dwoje ludzieńków – Wersja Deluxe |
| Nr                               | Tytuł utworu                                                        | Słowa                            | Muzyka                                              | Długość                          |
| -------------------------------- | ------------------------------------------------------------------- | -------------------------------- | --------------------------------------------------- | -------------------------------- |
| 1.                               | „Eviva l’arte!” (oraz Krzysztof Zalewski)                           | Kazimierz Przerwa-Tetmajer       | Zuzanna Grabowska, Arkadiusz Kopera                 | 3:34                             |
| 2.                               | „Elegia o... [chłopcu polskim]” (oraz Michał Bajor)                 | Krzysztof Kamil Baczyński        | Zuzanna Grabowska, Arkadiusz Kopera                 | 3:40                             |
| 3.                               | „Kochałam pana” (oraz Anna Maria Jopek)                             | Agnieszka Osiecka                | Zuzanna Grabowska, Robert Kubiszyn, Tadeusz Kierski | 4:46                             |
| 4.                               | „Maj 1939” (oraz Mela Koteluk)                                      | Zuzanna Ginczanka                | Zuzanna Grabowska, Arkadiusz Kopera                 | 3:16                             |
| 5.                               | „Piosenka” (oraz Kuba Badach)                                       | Czesław Miłosz                   | Zuzanna Grabowska, Piotr Madej                      | 3:15                             |
| 6.                               | „Jesienią” (oraz Państwowy Zespół Ludowy Pieśni i Tańca „Mazowsze”) | Maria Konopnicka                 | Zuzanna Grabowska, Arkadiusz Kopera                 | 3:20                             |
| 7.                               | „Był bal” (oraz Natalia Szroeder)                                   | Jonasz Kofta                     | Zuzanna Grabowska, Marek Dziedzic                   | 3:54                             |
| 8.                               | „Inwokacja” (oraz Grzegorz Skawiński)                               | Adam Mickiewicz                  | Zuzanna Grabowska, Arkadiusz Kopera                 | 5:01                             |
| 9.                               | „Ofelia” (oraz Nosowska)                                            | Maria Pawlikowska-Jasnorzewska   | Zuzanna Grabowska, Arkadiusz Kopera                 | 3:28                             |
| 10.                              | „Oczyszczenie” (oraz Alicja Majewska)                               | Tadeusz Różewicz                 | Zuzanna Grabowska, Marek Dziedzic                   | 2:47                             |
| 11.                              | „Kiedy umrę kochanie” (oraz Kasia Kowalska)                         | Halina Poświatowska              | Zuzanna Grabowska, Arkadiusz Kopera                 | 3:12                             |
| 12.                              | „Dwoje ludzieńków” (oraz Sobel)                                     | Bolesław Leśmian                 | Zuzanna Grabowska, Thomas Martin Leithead-Docherty  | 4:21                             |
| 13.                              | „Pocałunki”                                                         | Maria Pawlikowska-Jasnorzewska   | Zuzanna Grabowska, Arkadiusz Kopera                 | 3:10                             |
| 14.                              | „Na grobie rycerz”                                                  | Maria Konopnicka                 | Zuzanna Grabowska, Marek Dziedzic                   | 3:46                             |
|                                  |                                                                     |                                  |                                                     | 51:30                            |

Uwagi:
- „Eviva l’arte!”: wiersz autorstwa Kazimierza Przerwy-Tetmajera pt. Evviva l’arte!.
- „Elegia o... [chłopcu polskim]”: wiersz autorstwa Krzysztofa Kamila Baczyńskiego pt. Elegia o... [chłopcu polskim].
- „Kochałam pana”: wiersz autorstwa Agnieszki Osieckiej.
- „Maj 1939”: wiersz autorstwa Zuzanny Ginczanki.
- „Piosenka”: wiersz autorstwa Czesława Miłosza.
- „Jesienią”: wiersz autorstwa Marii Konopnickiej pt. Jesienią.
- „Był bal”: wiersz autorstwa Jonasza Kofty.
- „Inwokacja”: inwokacja autorstwa Adama Mickiewicza, która znajduje się w Panu Tadeuszu.
- „Ofelia”: wiersz autorstwa Marii Pawlikowskiej-Jasnorzewskej pt. Ofelja.
- „Oczyszczenie”: wiersz autorstwa Tadeusza Różewicza.
- „Kiedy umrę kochanie”: wiersz autorstwa Haliny Poświatowskiej pt. *** kiedy umrę kochanie.
- „Dwoje ludzieńków”: wiersz autorstwa Bolesława Leśmiana.
- „Pocałunki”: dwa wiersze Marii Pawlikowskiej-Jasnorzewskiej: Miłość i Fotografia (oba pochodzą z tomiku poezji Pocałunki) oraz fragmentu wiersza List francuskiego poety Blaise’a Cendrarsa w przekładzie Julii Hartwig.
- „Na grobie rycerz”: wiersz autorstwa Marii Konopnickiej pt. Na grobie rycerz.

## Pozycje na listach sprzedaży

### Pozycje na listach tygodniowych
| Kraj   | Lista (2025)             | Najwyższa pozycja |
| ------ | ------------------------ | ----------------- |
| Polska | OLiS – albumy            | 1                 |
| Polska | OLiS – albumy fizycznie  | 1                 |
| Polska | OLiS – albumy w streamie | 4                 |
| Polska | OLiS – albumy – winyle   | 1                 |